# Бекбосынов, Сансызбай Абдуллаевич
Сансызбай Абдуллаевич Бекбосынов (каз. Сансызбай Абдуллаұлы Бекбосынов; 22 мая 1939 — 22 апреля 1993) — советский и партийный государственный деятель, депутат областного совета народных депутатов.

## Биография
Родился 22 мая 1939 года в с. Орджоникидзе Ташкентской области.
Окончил Шымкентский политехникум, Алматинский институт народного хозяйства и Высшую партийную школу (Алматы).
Трудовую деятельность начал в 1957 году пробщиком геологического отдела, затем работал секретарём комитета комсомола рудника «Ачисай» города Кентау, электриком плавильного цеха Шымкентского свинцового завода. Избирался секретарём комитета Шымкентского горкома ЛКСМ Казахстана.
С 1970 года по 1977 год был заведующим отделом пропаганды и агитации Шымкентского горкома партии.
В 1977—1980 годах — заместитель заведующего промышленно-транспортным отделом, заместитель заведующего отделом организационно-партийной работы обкома компартии Казахстана.
С. А. Бекбосынов в 1981—1985 годах был председателем исполкома Тюлькубасского районного Совета народных депутатов, затем заведующим промышленно-транспортным отделом обкома партии. В 1988—1992 годах избирался первым секретарём Кентауского горкома партии, председателем Кентауского городского Совета народных депутатов, первым заместителем председателя областного Совета народных депутатов — председателем облисполкома.
С февраля 1992 года до конца своей жизни был первым заместителем Главы областной администрации.